# Bakonyi Simon
Bakonyi Simon (Budapest, 2005. augusztus 18. –)[forrás?] magyar gyermek- és musicalszínész, táncos és koreográfus.

## Életpálya
Budapesten született és jelenleg is ott él családjával, három fiú testvére van. A tánc- és színművészet iránti érdeklődése és tehetsége négyéves korában megmutatkozott. Gyakorlatilag hároméves kora óta egyéb tanulmányaival párhuzamosan az Europass-díjas Madách Tánc- és Színművészeti Iskolába járt. Itt balettot, musicalt, néptáncot és modern táncot is tanult igen magas színvonalon, neves mesterektől. Szintén magasan képzett amerikai sztepptudása is.
Az általános iskolát a zuglói Kaffka Margit Általános Iskolában végezte nagyon jó tanulmányi eredménnyel. 2020-ban felvették a Madách Tánc- és Színművészeti Gimnáziumba, ahol 2024-ben végzett. 2024-től tanulmányit a Magyar Táncművészeti Egyetemen folytatta, ahol jelenleg is tanul. 
Eddigi színházi szerepei közül a legjelentősebb a Magyar Állami Operaház Billy Elliot – a Musical című darabja, amelyben címszerepet játszott két éven át. Tánc- és színészi tehetsége mellett itt lehetősége volt megmutatni énektudását is.
Kipróbálta magát szinkronszínészként is, de tanulmányai miatt ezt tartósan folytatni nem volt ideje.

## Színházi szerepei
| Évszám      | Darabcím                                  | Szerep                                   | Színház                  |
| ----------- | ----------------------------------------- | ---------------------------------------- | ------------------------ |
| 2015        | Pán Péter, a megtalált fiúk               | Michael (főszerep)                       | RaM Colosseum            |
| 2016        | Gulliver a törpék országában              | Inas és Hoppmester szerepében            | RaM Colosseum            |
| 2016 – 2018 | Jézus Krisztus Szupersztár                | táncos                                   | Madách Színház           |
| 2017        | Tulipán Tündér Produkció – Álomutazó      | Tomi (főszerep)                          | BOK_Sportcsarnok         |
| 2017        | Diótörő és Egérkirály                     | Diótörő – Kisherceg (főszerep)           | RaM Colosseum            |
| 2017 – 2019 | Ének az esőben                            | ifjú Don Lockwood szerepében             | Budapesti_Operettszínház |
| 2017 – 2019 | Billy Elliot – a musical                  | Billy Elliot (címszerep)                 | Erkel Színház            |
| 2018        | József és a színes szélesvásznú álomkabát | Benjamin, a legkisebb testvér szerepében | Madách Színház           |
| 2019        | Diótörő és Egérkirály                     | Angyal szerepében                        | József Attila Színház    |
| 2019        | Billy Elliot – a musical                  | A nagyfiú szerepében                     | Erkel Színház            |
| 2020        | Macskák (musical)                         | táncos                                   | Madách Színház           |
| 2021        | [Szinergiák – Carl Orff: Carmina Burana]  | táncos                                   | Fővárosi Nagycirkusz     |
| 2021        | [Diótörő]                                 | A hóember szerepében                     | József Attila Színház    |
| 2022        | [Habiszti]                                | táncos                                   | Nemzeti Táncszínház      |